# Michael Lang (cầu thủ bóng đá)
Michael Rico Lang (sinh 8 /2/ 1991) là hậu vệ của Đội tuyển bóng đá quốc gia Thụy Sĩ hiện đang chơi cho CLB Basel tại Swiss Super League.

## Thống kê

### Câu lạc bộ
Tính đến 7 tháng 7 năm 2020
| Câu lạc bộ               | Mùa giải            | Giải đấu            | Giải đấu | Giải đấu | Cúp quốc gia | Cúp quốc gia | Châu Âu | Châu Âu | Tổng cộng | Tổng cộng |
| Câu lạc bộ               | Mùa giải            | Hạng                | Trận     | Bàn      | Trận         | Bàn          | Trận    | Bàn     | Trận      | Bàn       |
| ------------------------ | ------------------- | ------------------- | -------- | -------- | ------------ | ------------ | ------- | ------- | --------- | --------- |
| St. Gallen               | 2009–10             | Swiss Super League  | 22       | 1        | 2            | 1            | —       | —       | 24        | 2         |
| St. Gallen               | 2010–11             | Swiss Super League  | 31       | 2        | 1            | 0            | —       | —       | 32        | 2         |
| St. Gallen               | Tổng cộng           | Tổng cộng           | 53       | 3        | 3            | 1            | —       | —       | 56        | 4         |
| Grasshopper              | 2011–12             | Swiss Super League  | 26       | 1        | 2            | 0            | —       | —       | 28        | 1         |
| Grasshopper              | 2012–13             | Swiss Super League  | 33       | 3        | 3            | 0            | —       | —       | 38        | 3         |
| Grasshopper              | 2013–14             | Swiss Super League  | 34       | 3        | 3            | 1            | 4       | 0       | 41        | 4         |
| Grasshopper              | 2014–15             | Swiss Super League  | 35       | 5        | 3            | 0            | 4       | 1       | 42        | 6         |
| Grasshopper              | Tổng cộng           | Tổng cộng           | 128      | 12       | 11           | 1            | 8       | 1       | 147       | 14        |
| Basel                    | 2015–16             | Swiss Super League  | 22       | 5        | 1            | 0            | 14      | 2       | 37        | 7         |
| Basel                    | 2016–17             | Swiss Super League  | 31       | 6        | 4            | 3            | 5       | 0       | 40        | 9         |
| Basel                    | 2017–18             | Swiss Super League  | 34       | 5        | 2            | 2            | 8       | 3       | 44        | 10        |
| Basel                    | Tổng cộng           | Tổng cộng           | 87       | 16       | 7            | 5            | 27      | 5       | 121       | 26        |
| Borussia Mönchengladbach | 2018–19             | Bundesliga          | 17       | 1        | 1            | 0            | —       | —       | 18        | 1         |
| Werder Bremen (mượn)     | 2019–20             | Bundesliga          | 9        | 0        | 1            | 0            | —       | —       | 10        | 0         |
| Tổng cộng sự nghiệp      | Tổng cộng sự nghiệp | Tổng cộng sự nghiệp | 293      | 33       | 23           | 7            | 35      | 6       | 351       | 46        |

### Quốc tế
Tính đến 18 tháng 11 năm 2019
| Đội tuyển quốc gia | Năm       | Trận | Bàn |
| ------------------ | --------- | ---- | --- |
| Thụy Sĩ            | 2013      | 4    | 1   |
| Thụy Sĩ            | 2014      | 4    | 0   |
| Thụy Sĩ            | 2015      | 5    | 1   |
| Thụy Sĩ            | 2016      | 7    | 0   |
| Thụy Sĩ            | 2017      | 1    | 0   |
| Thụy Sĩ            | 2018      | 9    | 1   |
| Thụy Sĩ            | 2019      | 1    | 0   |
| Tổng cộng          | Tổng cộng | 31   | 3   |

### Bàn thắng quốc tế
Tính đến 27 tháng 3 năm 2018 Switzerland score listed first, score column indicates score after each Lang goal.
| # | Ngày                 | Địa điểm                                  | Số trận | Đối thủ    | Bàn thắng | Kết quả | Giải đấu                    |
| - | -------------------- | ----------------------------------------- | ------- | ---------- | --------- | ------- | --------------------------- |
| 1 | 11 tháng 10 năm 2013 | Sân vận động Qemal Stafa, Tirana, Albania | 2       | Albania    | 2–0       | 2–1     | Vòng loại World Cup 2014    |
| 2 | 9 tháng 10 năm 2015  | AFG Arena, St. Gallen, Thụy Sĩ            | 10      | San Marino | 1–0       | 7–0     | Vòng loại Euro 2016         |
| 3 | 15 tháng 10 năm 2018 | Laugardalsvöllur, Reykjavík, Iceland      | 28      | San Marino | 2–0       | 2–1     | UEFA Nations League 2018–19 |

## Danh hiệu
Grasshopper
- Swiss Cup: 2012–13

Basel
- Swiss Super League: 2015–16, Swiss Super League 2016–172016–17
- Swiss Cup: 2016–17[5]